# رعنای زیبا
رعنای زیبا (نام علمی: Gaillardia ×grandiflora) نام یک گونه از سرده رعنا زیبا است.